# Phintella planiceps
Phintella planiceps är en spindelart som beskrevs av Berry, Beatty, Prószynski 1996. Phintella planiceps ingår i släktet Phintella och familjen hoppspindlar. Inga underarter finns listade i Catalogue of Life.